# 海梅·佩內多
海梅·曼努埃尔·佩内多·卡诺（西班牙語：Jaime Manuel Penedo Cano，1981年9月26日—），巴拿馬前足球运动员，曾在巴拿馬國家足球隊擔任守門員。在2018年世界盃足球賽中，海梅·佩內多在三場小組賽皆先發上場。巴拿馬在當屆小組賽共失11球。